# هیرونوبو ساکاگوچی
هیرونوبو ساکاگوچی (انگلیسی: Hironobu Sakaguchi؛ زاده ۲۵ نوامبر ۱۹۶۲) یک طراحی بازی ویدئویی، پدیدآور، و نویسنده اهل ژاپن است. وی در ابتدا از سال ۱۹۸۳ تا ۲۰۰۳ در شرکت اسکوار (بعدا اسکوار انیکس) مشغول به کار بود تا این که از شرکت جدا شد و در سال ۲۰۰۴ شرکت میستواکر را تأسیس کرد. او به عنوان خالق سری فاینال فانتزی در زمان فعالیت اش در اسکوار شناخته می شود.

## آثار و فعالیت ها

### بازی های ویدئویی
| سال  | عنوان                              | نقش                       |
| ---- | ---------------------------------- | ------------------------- |
| ۱۹۸۴ | دث ترپ                             | طراح                      |
| ۱۹۸۵ | ویل: دث ترپ II                     | طراح                      |
| ۱۹۸۶ | کروز چیسر بلستی                    | طراح                      |
| ۱۹۸۶ | کینگز نایت                         | طراح                      |
| ۱۹۸۷ | ۳-دی بتلز آف ورلدرانر              | طراح                      |
| ۱۹۸۷ | راد ریسر                           | طراح                      |
| ۱۹۸۷ | ناکایاما میهو نو توکیمکی های اسکول | طراح                      |
| ۱۹۸۷ | جی جی                              | طراح                      |
| ۱۹۸۷ | فاینال فانتزی                      | کارگردان, داستان          |
| ۱۹۸۸ | فاینال فانتزی ۲                    | کارگردان, داستان          |
| ۱۹۹۰ | فاینال فانتزی ۳                    | کارگردان, داستان          |
| ۱۹۹۱ | فاینال فانتزی ۴                    | کارگردان, داستان          |
| ۱۹۹۲ | فاینال فانتزی ۵                    | کارگردان, داستان          |
| ۱۹۹۳ | رومانسینگ ساگا ۲                   | تهیه کننده اجرایی         |
| ۱۹۹۴ | فاینال فانتزی ۶                    | تهیه کننده, داستان        |
| ۱۹۹۵ | فرانت میشن                         | سرپرست                    |
| ۱۹۹۵ | کرونو تریگر                        | سرپرست                    |
| ۱۹۹۵ | رومانسینگ ساگا ۳                   | تهیه کننده اجرایی         |
| ۱۹۹۶ | باهاموت لاگون                      | سرپرست                    |
| ۱۹۹۶ | فرانت میشن                         | سرپرست                    |
| ۱۹۹۶ | سوپر ماریو آر پی جی                | ناظر تولید                |
| ۱۹۹۶ | ترژر هانتر جی                      | تهیه کننده                |
| ۱۹۹۶ | توبال شماره ۱                      | سرپرست                    |
| ۱۹۹۷ | فاینال فانتزی ۷                    | تهیه کننده, داستان        |
| ۱۹۹۷ | بوشیدو بلید                        | تهیه کننده اجرایی         |
| ۱۹۹۷ | توبال ۲                            | سرپرست                    |
| ۱۹۹۷ | فاینال فانتزی تاکتیکس              | تهیه کننده                |
| ۱۹۹۷ | فرانت میشن ۲                       | سرپرست                    |
| ۱۹۹۷ | چوکوبوز میستریوس دانجئون           | تهیه کننده اجرایی         |
| ۱۹۹۷ | آینهندر                            | سرپرست                    |
| ۱۹۹۸ | زنوگیرز                            | تهیه کننده اجرایی         |
| ۱۹۹۸ | بوشیدو بلید ۲                      | تهیه کننده اجرایی         |
| ۱۹۹۸ | پارازیت ایو                        | تهیه کننده, کانسپت        |
| ۱۹۹۸ | سوکایگی                            | سرپرست                    |
| ۱۹۹۸ | بریو فنسر موساهی                   | تهیه کننده اجرایی         |
| ۱۹۹۸ | ارگایز                             | سرپرست                    |
| ۱۹۹۸ | چوکوبوز میستریوس دانجئون ۲         | تهیه کننده                |
| ۱۹۹۹ | فاینال فانتزی ۸                    | تهیه کننده اجرایی         |
| ۱۹۹۹ | چوکوبو ریسینگ                      | تهیه کننده اجرایی         |
| ۱۹۹۹ | ساگا فرانتیر ۲                     | تهیه کننده اجرایی         |
| ۱۹۹۹ | سایبر ارگ                          | تهیه کننده اجرایی         |
| ۱۹۹۹ | لگند آف مانا                       | تهیه کننده اجرایی         |
| ۱۹۹۹ | فرانت میشن ۳                       | تهیه کننده اجرایی         |
| ۱۹۹۹ | کرونو کراس                         | تهیه کننده اجرایی         |
| ۱۹۹۹ | پارازیت ایو ۲                      | تهیه کننده اجرایی         |
| ۱۹۹۹ | چوکوبو ستالین                      | تهیه کننده اجرایی         |
| ۲۰۰۰ | فاینال فانتزی ۹                    | تهیه کننده, داستان        |
| ۲۰۰۰ | وگرنت استوری                       | تهیه کننده اجرایی         |
| ۲۰۰۰ | درایوینگ اموشن تایپ-اس             | تهیه کننده اجرایی         |
| ۲۰۰۰ | بانسر                              | تهیه کننده اجرایی         |
| ۲۰۰۱ | فاینال فانتزی ۱۰                   | تهیه کننده اجرایی         |
| ۲۰۰۲ | فاینال فانتزی ۱۱                   | تهیه کننده اجرایی         |
| ۲۰۰۲ | کینگدام هارتس                      | تهیه کننده اجرایی         |
| ۲۰۰۳ | فاینال فانتزی تاکتیکس: ادونس       | تهیه کننده اجرایی         |
| ۲۰۰۳ | فاینال فانتزی ایکس-۲               | تهیه کننده اجرایی         |
| ۲۰۰۶ | اژدهای آبی                         | سناریو                    |
| ۲۰۰۷ | اش                                 | تهیه کننده اجرایی, سناریو |
| ۲۰۰۷ | لاست اودسی                         | سناریو                    |
| ۲۰۰۸ | اژدهای آبی پلاس                    | سناریو                    |
| ۲۰۰۸ | اوی                                | سناریو                    |
| ۲۰۰۹ | اژدهای آبی: اویکنینگ شادو          | تهیه کننده اجرایی         |
| ۲۰۱۱ | لست استوری                         | کارگردان, سناریو          |
| ۲۰۱۲ | پارتی ویو                          | کارگردان, موسیقی          |
| ۲۰۱۴ | ترا بتل                            | تهیه کننده                |
| ۲۰۱۷ | ترا بتل ۲                          | تهیه کننده                |
| ۲۰۱۹ | ترا وارز                           | تهیه کننده                |
| ۲۰۲۱ | فنتسین                             | تهیه کننده, سناریو        |

### فیلم ها
| سال  | عنوان                     | نقش                          |
| ---- | ------------------------- | ---------------------------- |
| ۲۰۰۱ | فاینال فانتزی: ارواح درون | کارگردان, تهیه کننده, داستان |